# Rouvrel
Rouvrel är en kommun i departementet Somme i regionen Hauts-de-France i norra Frankrike. Kommunen ligger i kantonen Ailly-sur-Noye som tillhör arrondissementet Montdidier. År 2022 hade Rouvrel 303 invånare.

## Befolkningsutveckling
Antalet invånare i kommunen Rouvrel
| Referens: INSEE |